# Nybohovshissen

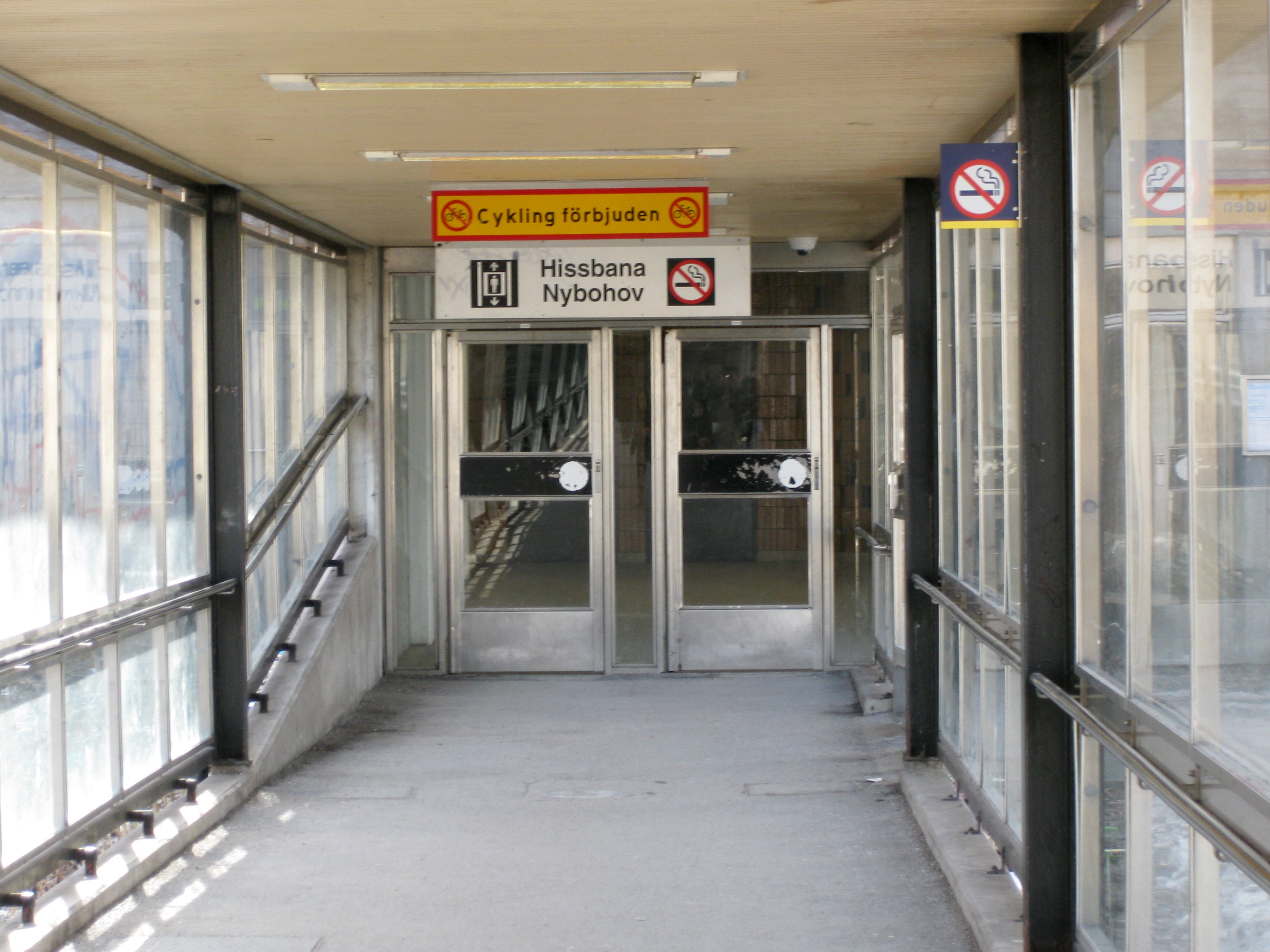
Nedre ingången vid Liljeholmens tunnelbanestation.

Nybohovshissen är en hiss eller bergbana, även kallad snedhiss och hissbana mellan Liljeholmens tunnelbanestation och Nybohovsberget, Nybohovsbacken 45, i Liljeholmen, Stockholm. Hissen är även kallad "Klumpen" (Som det står på utsidan av vagnen).
Banan går i en bergtunnel och är 230 meter lång. Höjdskillnaden är 37 meter och åktiden är 2 minuter och 16 sekunder. Den ägs och drivs av Storstockholms Lokaltrafik (SL).
Den nedre stationen har en mindre vänthall och nås via en gångväg cirka 140 meter från tunnelbanestationen. Banan invigdes den 5 april 1964. Fram till 1970[källa behövs] var den avgiftsbelagd; enkel resa kostade 25 öre, vilket drogs av om resan fortsatte med tunnelbana. Sedan den speciella avgiften slopats och konduktörstjänsten dragits in är vagnen bemannad med väktare för att undvika vandalisering. Numera är övervakningskameror kopplade till SL:s trygghetscentral monterade och behovet av väktare är mindre.
Hissbanan trafikeras av en vagn, som inredningsmässigt tidigare påminde om en tunnelvagn från 1960-talet. Vagnen renoverades mellan november 2008 och mars 2009. Efter återinvigningen den 1 mars 2009 har den fått C20-färger. Vagnens originalkapacitet är 35 personer men Storstockholms Lokaltrafik har för närvarande satt ner kapaciteten till 17 trafikanter. Vagnen rullar på gummihjul och dras av linor. Vagnen går i 3,5 m/sek (2017)
När hissbanan är ur funktion går ersättningsbussar mellan Liljeholmstorget och Nybohov. Banan var avstängd för reparation september 2004, samt ett antal månader under 2006 och 2007 på grund av bristande brandsäkerhet. Banan var även avstängd under slutet av 2007, samt från november 2008 till mars 2009 för ombyggnad och renovering. Banan var stängd oktober 2021 till juli 2023 för renovering.

## Bilder

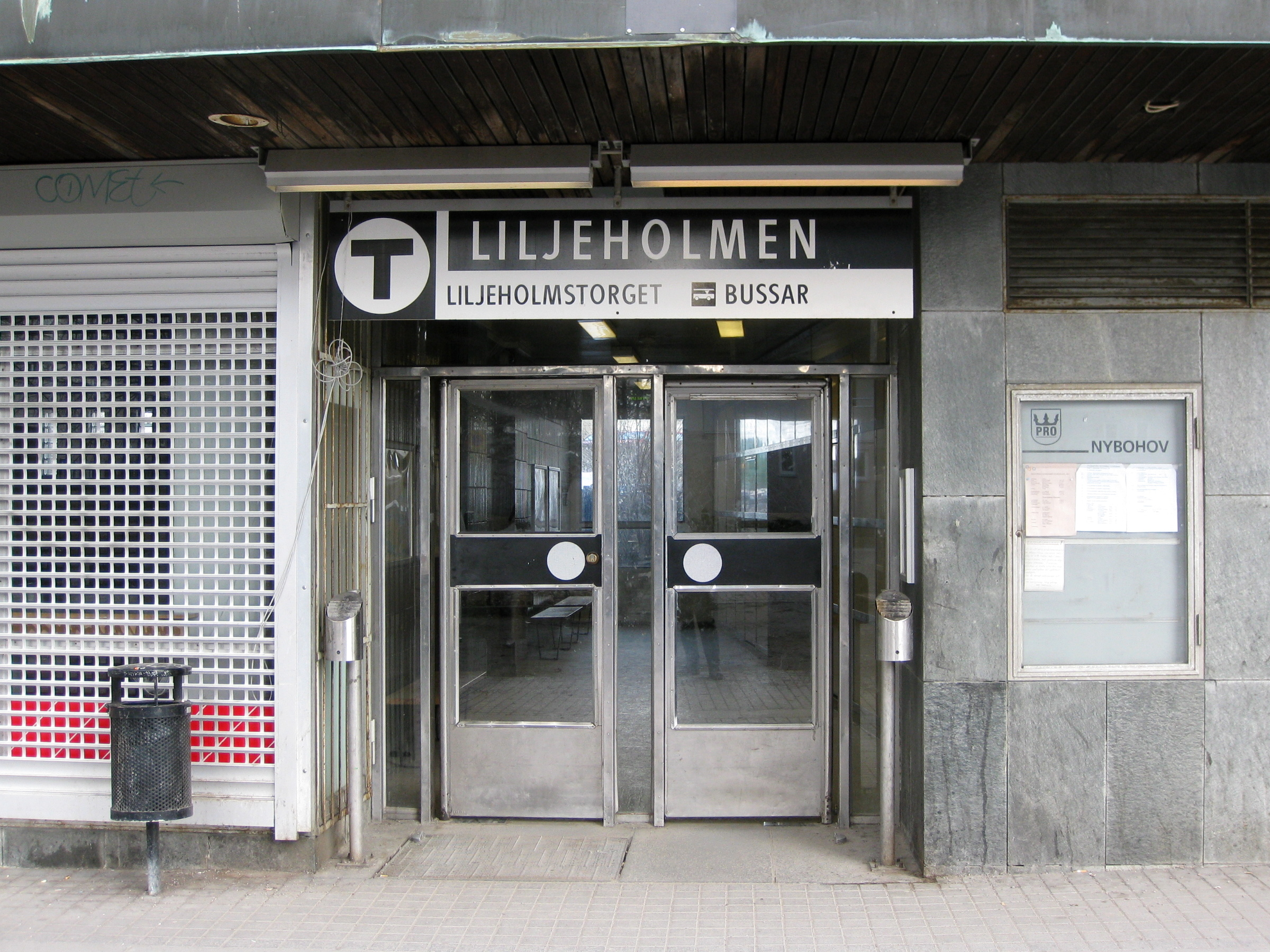
Övre ingången på Nybohovsberget
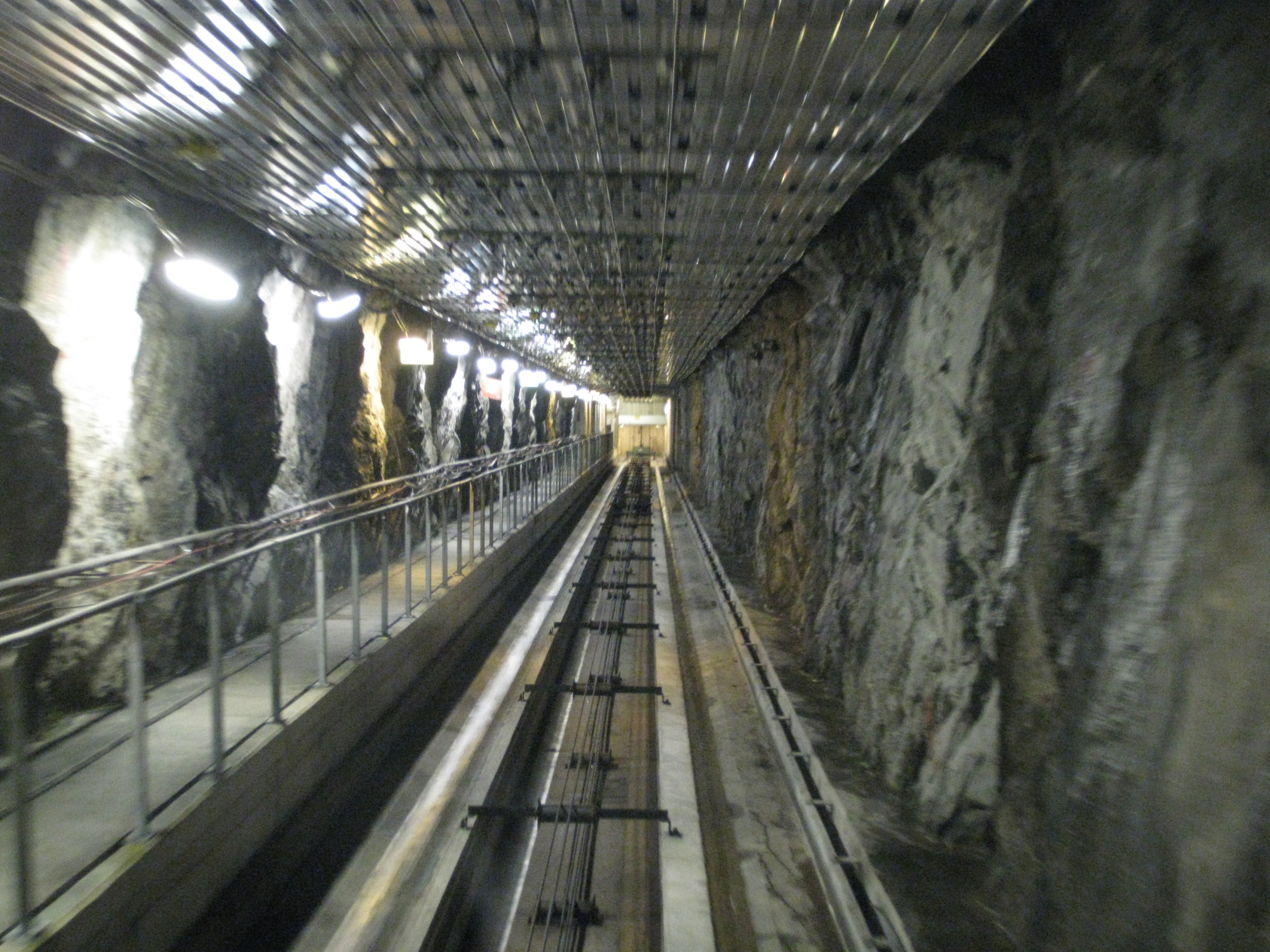
Nybohovshissens tunnel
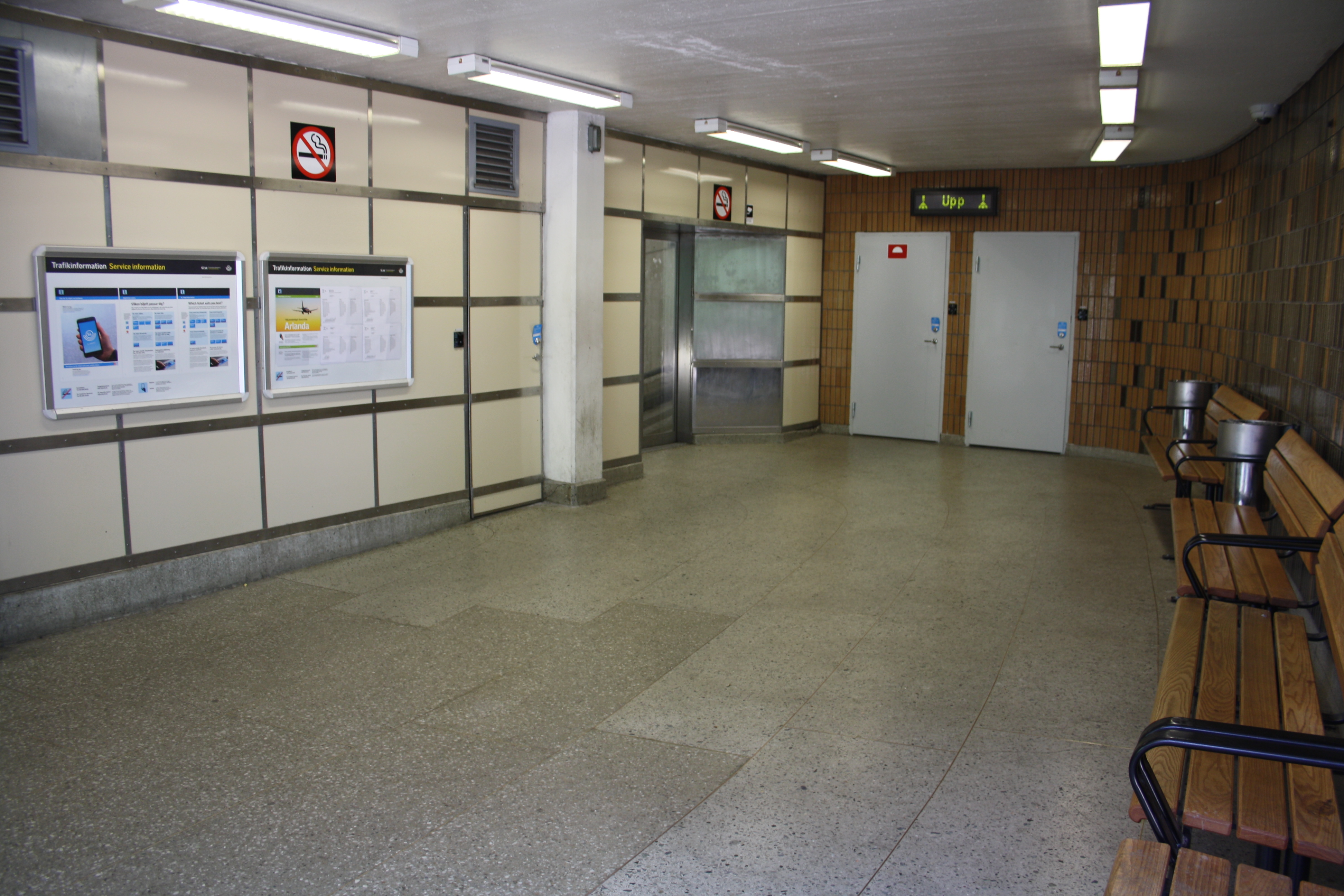
Nedre vänthallen